# طب بيطري بديل
طب بيطري بديل (بالإنجليزية: Holistic veterinary medicine)‏ هو نوع من الطب البيطري يستخدم الطب البديل في علاج الحيوانات، تؤكد فلسفة الطبيب البيطري المعالج التعاطف والحد الأدنى من الرعاية. 
العلاجات البديلة التي يقدمها الطبيب البيطري قد تشمل، الوخز بالإبر (بالإنجليزية: Veterinary acupuncture)‏ والتداوي بالأعشاب والمعالجة المثلية (بالإنجليزية: Veterinary homeopathy)‏ والطب البيطري العرقي (بالإنجليزية: Ethnoveterinary medicine)‏ والمعالجة اليديوية البيطرية (بالإنجليزية: Veterinary chiropractic)‏ ولكن لا تقتصر عليها.